# Joseph Deiss
Joseph Deiss (Friburgo, 18 de janeiro de 1946) é um político e diplomata da Suíça. É casado e tem três filhos adultos. Ele foi eleito para a Câmara dos Representantes da Suíça em 1991 com 45 anos. Entre 1993 e 1996 foi o Regulador Federal de Preços da Suíça. Com 53 anos em 1999, ingressou no gabinete suíço, como ministro das Relações Exteriores.
Ele se mudou para o ministério da economia em 2003 e deixou o gabinete em 2006, com 60 anos. De 1984 até sua eleição para o gabinete, ele foi professor de economia na Universidade de Fribourg.
Foi eleito para o Conselho Federal suíço em 11 de março de 1999. Joseph Deiss foi Presidente da Confederação suíça em 2004.
Foi Presidente da Assembleia Geral das Nações Unidas na sua 65.ª Sessão em 2010.

## Publicações
- Manuel d'économie politique, com Danielle Meuwly, 1a. ed. 1994, reeditado.
- Initiation à l'économie politique: analyse économique de la Suisse, 1a. ed. 1982, reeditado.
- Economie politique et politique économique de la Suisse, 1a. ed. 1979, reeditado.
- The regional adjustment process and regional monetary policy, 1978.
- La théorie pure des termes de l'échange international, doctorate thesis, 1971.